# Adolphe Le Chaptois
Adolphe Le Chaptois (8 juin 1852 à Cuillé en Mayenne – 30 novembre 1917 au Tanganyika) est un prêtre catholique français des Pères blancs qui fut vicaire apostolique du Tangyanika de 1891 à sa mort en 1917, dans ce qui est aujourd'hui la Tanzanie. Il a pris la responsabilité du vicariat à une époque de grand danger, lorsque les missions étaient des lieux précaires de protection contre les marchands d'esclaves musulmans. Lorsque la contrée est devenue un peu plus sûre, il a connu la croissance des missions et des écoles. Il est également l'auteur d'un livre d'ethnographie sur les populations locales qui remporta un prix de la Société de géographie.

## Biographie

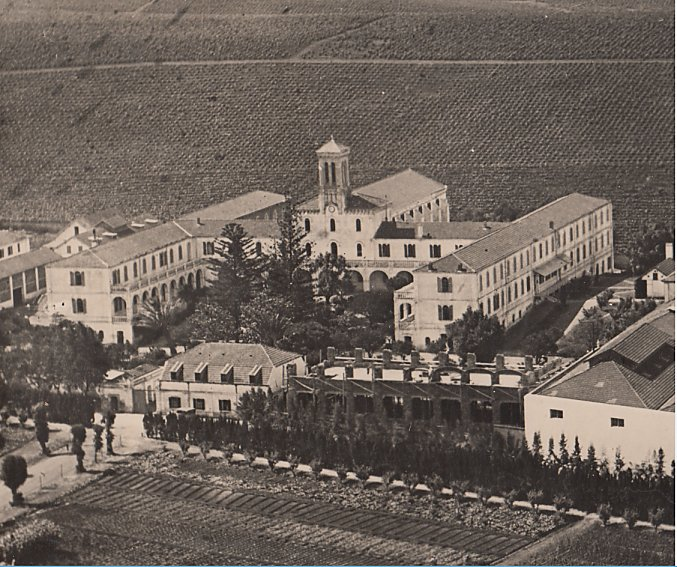
Maison-Carrée, maison-mère et noviciat des Pères blancs

Adolphe Le Chaptois naît à Cuillé et entre au séminaire de Laval.
En octobre 1872, il entre chez les Pères blancs, fondés par le cardinal Lavigerie, puis enseigne pendant deux ans au petit séminaire d'Alger. Il commence ses études de théologie en novembre 1875. Il est ordonné prêtre le 6 octobre 1878 par le cardinal Lavigerie. Il continue d'enseigner au petit séminaire et devient assistant du maître des novices à Maison-Carrée. Il devient maître des novices en 1884. Deux ans plus tard, il est supérieur régional de Kabylie. Il encourage comme le cardinal la fondation de villages de convertis.

### Nyassa
Le cardinal Lavigerie est préoccupé du fait que la campagne de suppression de l'esclavage risque de couper les missions autour du lac Tanganyika de leurs communications avec la côte. Il est favorable à l'ouverture d'une nouvelle route de ravitaillement à partir du port de Quelimane, dans la colonie portugaise du Mozambique par le Zambèze et des affluents du fleuve Shire, jusqu'au lac Malawi et au lac Tanganyika. En même temps, les Portugais ont intérêt à la reconnaissance internationale de leur prétentions sur le territoire du sud et de l'ouest du lac Nyassa.
En juin 1889, les Pères blancs signent un accord avec la couronne du Portugal pour installer une mission dans le village du chef Mponda, à l'extrémité sud du lac. Le P. Le Chaptois est choisi pour diriger cette mission, assisté de deux autres prêtres, de deux frères et de deux aides africains. L'un des frères meurt dans un accident à Zanzibar.
Les autres missionnaires atteignent Quelimane en septembre 1889, où ils apprennent que les Britanniques revendiquent la juridiction de la région du sud et de l'ouest du lac. Les missionnaires frayent leur chemin vers le nord avec de considérables difficultés et arrivent au village de Mponda le 28 décembre 1889.
Les Portugais retirent leurs troupes des districts du Shire et du Kololo en janvier 1890, mais les Pères blancs s'installent à côté du campement de Mponda. Ils sont en termes difficiles avec Mponda, qui est musulman - mais apprécie trop l'alcool - et surtout utilise la force pour se maintenir au pouvoir.
Le missionnaire protestant Robert Laws connaît aussi de mauvaises relations avec Mponda.
Les missionnaires apportent une aide médicale et alphabétisent les indigènes Yao dans leur propre langue avec un certain succès. Cependant, les Britanniques confirment leur présence par un accord avec les Portugais en août 1891. Le cardinal Lavigerie ordonne alors à ses missionnaires de déménager vers le nord par le Tanganyika. Ils effectuent la traversée en vapeur jusqu'à la mission protestante de Livingstonia, puis continuent à pied, jusqu'au village de Nsokolo Chitambi, chef des Mambwes, où ils reprennent des forces. Le P. Le Chaptois continue seul vers le nord avec quelques hommes armés jusqu'à la mission de Karema, sur la rive orientale du lac Tanganyika, pour demander à Léonce Bridoux la permission d'implanter une mission avec le Mambe du pays Bemba.

### Congo et Tanganyika

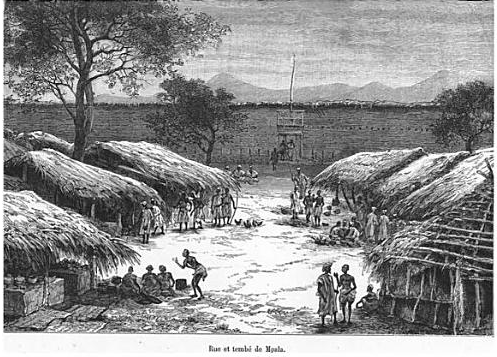
Vue de Mpala dans les années 1890.

Léonce Bridoux meurt inopinément le 20 octobre 1890 à l'âge de trente-huit ans. Adolphe Le Chaptois est choisi comme successeur en tant que vicaire apostolique du Tanganyika, il est nommé évêque titulaire d'Utique (de). Il établit sa base à Karema qu'il atteint le 8 septembre 1891, puis visite les postes de Mpala (en), Mrumbi et Kibanga (Lavigerieville) sur la rive occidentale. Les Arabes-Swahilis effectuent alors régulièrement des razzias pour capturer des esclaves, provoquant une grande insécurité. Les missions tentent tant bien que mal de se protéger avec leurs petits orphelinats et leurs refuges contre les esclavagistes.
Le vicariat apostolique du Haut-Congo est séparé de celui du Tanganyika en 1892 et dirigé par Victor Roelens.
Adolphe Le Chaptois rentre en France où il prend part au chapitre général de la Société des Missions africaines. Il est consacré évêque le 20 mai 1895 par Prosper Auguste Dusserre. Il retourne à Karema en 1895 avec les premières Sœurs missionnaires de Notre-Dame d'Afrique envoyées travailler dans la région.
Le vicariat apostolique du Nyassa est séparé de celui du Tanganyika le 12 février 1897, dirigé par Joseph Dupont.
Adolphe Le Chaptois fonde les missions de Kala, Zimba, Utinta, Mkulwe et Galula entre 1895 et 1901.
Les autorités coloniales allemandes de ce qui est alors l'Afrique de l'Est allemande soutiennent ses efforts, malgré quelques discussions à propos de la démarcation entre les zones assignées aux missions catholiques et aux missions des Frères moraves.
Pendant la première partie du XXe siècle, Adolphe Le Chaptois ouvre un grand nombre d'écoles et cinq orphelinats. Il déménage à plusieurs reprises la maison de formation des catéchistes pour finalement l'installer à Zimba. La maison de Karema devient un petit séminaire, tandis qu'un grand séminaire ouvre à Utinta.
En 1913, Adolphe Le Chaptois publie une série d'études des populations locales sur la base de ses propres observations effectuées depuis une vingtaine d'années. Il décrit par exemple avec une sympathie évidente l'histoire du peuple Fipa et du peuple Bende, leur organisation politique, leur structure familiale, leur artisanat, leurs traditions et leur art. La Société de géographie de Paris lui décerne une médaille d'argent pour ce livre.
Il meurt le 30 novembre 1917 à Karema.

## Publication
- Adolphe Le Chaptois, Aux Rives du Tanganyika, Impr. des Pères Blancs, 1913 (ethnographie des populations locales)